# Defoliació
defoliacions són qualsevol fenòmens de pèrdues de tot o part de les fulles d'un arbre o arbust, o de plantes de l'estrat herbaci. Degudes a malalties, paràsits o insectes anomenats "defoliadors".

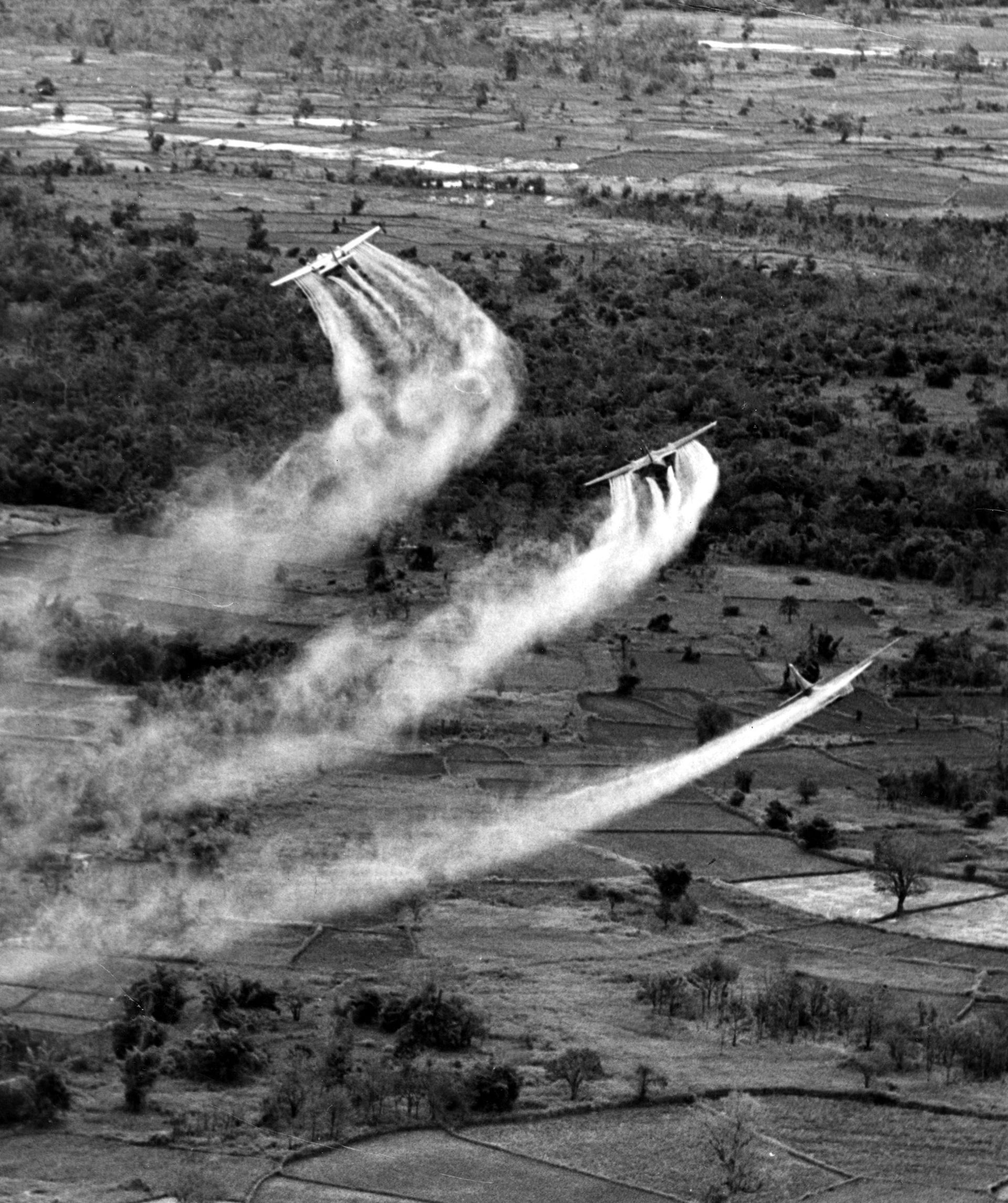
Avions dels Estats Units fumigant amb un defoliant (agent taronja) sobre la jungla en el moment de la guerra del Vietnam

La paraula "defoliació" només s'utilitza en els casos en què el fenomen és significatiu o inusual i que no es correspon amb la caiguda normal de les fulles. Algunes espècies de clima temperat com el grèvol normalment perden les fulles a la primavera i en les zones tropical o subtropical se sequen en algunes espècies frondoses perden de manera natural les seves fulles a principis de l'estiu (és probable que hi hagi una adaptació a estació seca, el que els permet fer més evapotranspiració quan no tenen la major part de l'aigua). Generalment en aquests casos no es parla de "defoliació".
Les forces armades dels Estats Units també va utilitzar un defoliant (herbicida anomenat "Agent taronja") per destruir el bosc durant la guerra del Vietnam.

## Causes
De vegades, a causa dels fongs, virus, bacteris, les defoliacions principalment són causades per l'alimentació d'insectes que sovint es repeteixen de manera cíclica.

## Impactes
Moltes espècies d'insectes poden causar una defoliació parcial o total de planifolis (fulles caducifòlies o no) o pinals (per exemple, la defoliació massiva de vastes poblacions d'avets al Canadà és freqüent a causa del context climàtic i del sòl extrem de la taigà). Generalment, els arbres poden ser desfullats fins a cinc anys seguits sense morir (tanmateix, el seu creixement es bloqueja). Si dura defoliació més temps, l'arbre mor. Per exemple, les erugues de la processionària del pi mengen les agulles d'un pi. Una població gran pot provocar una defoliació.

## Biogeografia de les defoliacions
Les defoliacions són també les conseqüències de calors o sequeres anormals o periòdicament normals o deficiència de nutrients del sòl. Les espècies, o més aviat els fenòmens de pul·lulació, que afecta especialment a entorns extrems i la baixa en la diversitat d'espècies (regions circumpolars i subdesèrtiques), o artificialment degradats (zones urbanes, sòls altament cultivats) o fragmentats. Els til·lers o plàtans urbans poden per exemple perdre una gran part de les seves fulles a finals de primavera si no disposen d'aigua (Vegeu sequera o limitacions de les arrels en un volum insuficient de sòl).

## Els defoliadors
- Les llagostes són esmentades des de l'antiguitat. Són una de les set plagues d'Egipte, però de vegades arrasen el sud d'Europa. Per exemple Gregori de Tours, a l'alta edat mitjana els evoca així:[1]

« Els enviats de Khilperic I, els ingressos d'Espanya, va anunciar que el Regne de la Manxa (Carpitània) va ser cruelment devastat per les llagostes, de manera que no hi havia arbres, ni vinyes, ni boscos, ni fruits, ni cap cosa verda, que no havien destruït per complet. Van dir que l'enemistat que havia sorgit entre Leovigild i el seu fill augmenta dia a dia la violència. Molt contagi també es va imposar en aquests municipis, i va devastar molts països; però va fer estralls principalment a la ciutat de Narbona. Hi havia ja tres anys que ha adoptat a la ciutat, i després es van calmar, i després les persones que havien fugit, va tornar a Narbona i van morir per la malaltia. La ciutat d'Albi també va treballar més o menys el mateix mal.»
- Les erugues teixidores (com la del gènere Yponomeuta) i/o processionàries -sovint protegides pels pèls urticants i/o al·lèrgens (com l'eruga processionària del pi- participen amb regularitat en els fenòmens locals de defoliació significativa o fins i tot espectacular. Aquestes defoliacions encara que impressionants (fins al 100% de les fulles d'un arbre pot ser menjat en unes poques setmanes, mentre que l'arbre està cobert gradualment amb una teranyina de seda, però les fulles generalment torna a créixer en menys d'un mes després de l'atac i l'arbre sembla capaç d'adquirir una immunitat que protegeixi els nous atacs amb l'ajuda de molts parasitoides que es va beneficiar de l'últim focus) amb en els fenòmens locals de defoliació significativa o fins i tot espectacular. aquestes defoliacions

ben i impressionant (fins al 100% de les fulles d'un arbre es pot menjar en unes poques setmanes, mentre que l'arbre està cobert gradualment amb teles de seda, però les fulles generalment torna a créixer en menys d'un mes després de l'atac, i l'arbre sembla capaç d'adquirir una immunitat que protegeixi els nous atacs amb l'ajuda de molts parasitoides que es va beneficiar de l'última pul·lulació). Les pul·lulacions periòdiques d'erugues teixidores són prou freqüents (i semblen augmentar en termes quantitatius i geogràfica) amb un dany significatiu en el bosc boreal, mentre que la processionària del roure no sembla fer mal al sud de forma significativa. En la dècada de 1990, J. Roland ha estudiat les sèries històriques de la defoliació des de 1950 fins al 1984 per l'eruga de papallona teixidora Malacosoma disstria al nord d'Ontario, al Canadà. Per a totes les zones forestals estudiades, no es va trobar cap associació entre la durada de la defoliació i les espècies arbòries dominants. És massiva la fragmentació (mesurat pel nombre de quilòmetres per terreny vora km² estudiat), que va resultar ser el millor predictor de les invasions del període de demostració, tant en un sòlid que mitjançant la comparació de diversos mitjans d'entre ells. Aquestes erugues són, a priori, controlats pels parasitoides i dels microbis patògens a elles, el que convida a pensar que l'augment de la fragmentació de l'hàbitat forestal afecta la interacció entre les erugues i els seus depredadors o enemics normals, llevat que els arbres menys estressats pel microclima del bosc (la fragmentació els aporta llum, però té efectes negatius (deshidratació, el vent, les gelades, la calor i fins i tot amplituds de soroll de trànsit). L'autor arriba a la conclusió que la tala i la fragmentació dels boscos boreals per a l'agricultura i la silvicultura, poden agreujar les manifestacions d'aquest defoliador forestal.

## Efectes en l'ecosistema
En el límit de l'àrea de repartició d'una espècie vegetal o en condicions ambientals difícils, les defoliacions no són anormals, i poden fins i tot contribuir a la supervivència de l'espècie a llarg terme, perquè:
- molts animals herbívors, perjudicial, descamació o condueixen els arbres o les seves arrels, o animals omnívors poden danyar els sòls forestals quan són massa nombrosos (per exemple, el senglar) que fugen de les àrees on les erugues urticants són nombroses; que (quan aquests animals exerceixen una pressió significativa) deixa un respir el bosc i el sòl forestal es pugui regenerar;
- en període anormalment sec per a l'arbre, una de les respostes a l'estrès hídric perllongat és l'emissió d'hormones de l'estrès. Aquests són percebuts per moltes plagues que són atrets per la font d'emissió; en general primer es defolia i/o a continuació, altres espècies que poden matar l'arbre (si l'estrès persisteix). Però a diferència de les herbàcies sciaphilous, la majoria dels arbres de fulla no pot tancar els estomes per bloquejar per complet la seva evapotranspiració. En fer-ho, agreugen la sequera perquè l'acció capil·lar de l'aigua extreta per les arrels guanya parcialment les fulles i s'evapora). Per contra, els arbres defoliats o morts no evapotranspiren en absolut, és a dir, que estan bombant més aigua en el medi que li faltava. Sota aquestes condicions, el risc d'incendis forestals disminueix, i la majoria dels arbres que tenen dèficit d'aigua es moren. Quan l'aigua arriba (pluja, ascens del nivell freàtic, dics fets per castors...), la inhibició de llavors del sòl es desperten i el seu creixement és facilitat per l'exposició de la coberta herbàcia per l'acció dels rajos solars, aleshores el bosc es regenera ràpidament (si hi ha aigua suficient).

## Conseqüències socioeconòmiques
A més de les al·lèrgies que poden induir alguns defoliadors i les pèrdues d'ingressos forestals dels propietaris de parcel·les defoliades, on hi ha el risc d'empitjorament d'aquests fenòmens relacionats amb el canvi climàtic i el risc d'aparició de noves "espècies invasores". Per exemple s'observa una clara recuperació a Europa fins al nord de l'eruga processionària del pi. L'ús de pesticides no específics de les espècies involucrades en el bosc té efectes secundaris, depredadors i paràsits que podrien regular aquestes espècies. Les solucions s'estudien en matèria de control integrat de plagues.

## Defoliació antropogènica
La defoliació és també una tècnica utilitzada especialment pels aficionats de bonsais, que proporciona fulles més petites i una millor ramificació. Aquesta tècnica consisteix a extreure, durant l'estiu, totes les fulles del bonsai de fulles caducifòlies o frondoses. L'arbre es veu obligat a produir nou fullatge. Això augmenta la densitat de les branques, la reducció de mida de les fulles i la longitud dels entrenusos.

## Remeis
La majoria dels arbres poden suportar una gran defoliació (fins a 5 anys consecutius (per exemple, l'avet), sovint sense més conseqüències que la paralització temporal del seu creixement.
Amb la invenció dels pesticides químics van tractar de lluitar contra els insectes defoliadors per fumigació aèria (o espolvoreig), per avió, en helicòpter o per mitjà d'aerosols des del sòl. Aquests productes van tenir (o tenen) un impacte en diferents espècies de les espècies objectiu.
Sembla que - excepte en el cas de grans monocultius intensius (per exemple, de resinoses o d'àlber) o arbres altament estressats (aleshores es pot considerar que no creixen en un ambient que els convingui) - les plagues d'insectes defoliants se segueixen amb força rapidesa per un augment dels seus depredadors i la regulació naturals. L'estrès hídric també pot causar l'afebliment de les defenses de l'arbre.